# Погодин, Николай Николаевич
Никола́й Никола́евич Пого́дин (18 ноября 1930, Истра, Московская область — 15 декабря 2003, Дедовск, Истринский район, Московская область) — советский и российский актёр театра и кино, заслуженный артист Российской Федерации (1996).

## Биография
Николай Погодин родился 18 ноября 1930 года в городе Дедовск Московской области.
В 1957 году окончил ВГИК (мастерская Юлия Райзмана).
С 1957 по 1977 год служил в Театре-студии киноактёра, с 1977 по 1980 год снимался в кино по договорам, с 1980 по 1998 год был актёром киностудии имени М. Горького.
В семь лет Николай Погодин впервые появился в художественном фильме — это была небольшая роль в картине «Гаврош». Съёмочный процесс показался ему настолько увлекательным, что мальчик решил стать артистом.
Когда началась Великая Отечественная война, Николаю ещё не было одиннадцати лет. В ноябре 1941 года немецкие войска заняли Истру. Оккупация была недолгой — через месяц с небольшим город освободили. После этого Погодины переехали в город Дедовск. Там прошла вся жизнь Николая.
В 1946 году он окончил восьмилетку и пошёл учиться на электрика в Московский железнодорожный техникум. Через четыре года он поехал на комсомольскую стройку «Донтоннельстрой». Днём работал, а по вечерам учился в школе рабочей молодежи.
На стройке Николай Погодин провел два года, но мечту об актёрской профессии не оставил. Когда вернулся в Дедовск, решил поступать во ВГИК. В 1952 году он стал студентом. Николай учился у народного артиста Юлия Райзмана. После института Николай Погодин 20 лет работал в Театре-студии киноактёра, а параллельно снимался в кино.
Его кинодебют состоялся в 1956 году, когда он учился на последнем курсе ВГИКа. Погодин сыграл командира взвода Карнаухова в фильме «Солдаты». Следующие роли тоже были военными — актёр играл молодых солдат и офицеров.
В 1958 году Николай Погодин получил первую главную роль в картине «Город зажигает огни». Его герой — разведчик-фронтовик — после ранения возвращается домой и узнаёт, что жена ему изменила. Для мужчины это становится личной драмой. К военной тематике актёр возвращался в картинах «Солдатское сердце», «Пять дней, пять ночей», «Солнце светит всем».
Новым этапом в творческой карьере стала комедия «Девчата», в которой Погодин сыграл Сашку-гармониста. В этом фильме впервые прозвучала песня «Старый клён» (музыка А. Пахмутовой, слова М. Матусовского) в исполнении Николая Погодина вместе с Люсьеной Овчинниковой. Герой Погодина — жизнерадостный, весёлый — понравился зрителям. В следующих картинах режиссёры видели Николая Погодина исключительно в таком амплуа — с гармошкой в руках он снимался в фильмах «Заблудший», «Бег», «Достояние республики» и других.
Характерный актёр чаще появлялся в ролях второго плана или эпизодах. С возрастом менялся характер его персонажей. Он играл милиционеров и руководителей. В «Калине красной» Николай Погодин сыграл директора совхоза, а в «Бриллиантовой руке» — сотрудника правоохранительных органов.
В 1980 году актёр стал штатным сотрудником киностудии имени М. Горького. До распада СССР Погодин активно снимался, но в 1991 году исчез с экранов. Единственная роль этого периода — эпизод в драме «Сочинение ко Дню Победы».
О личной жизни Николая Погодина известно мало. Он был женат, его супругу звали Лидией Фёдоровной. В 1962 году у актёра родилась дочь Елена. Через семь лет после рождения дочери брак распался. Бывшие супруги почти не общались.
Всю жизнь заслуженный артист России прожил в Дедовске.
Умер 15 декабря 2003 года. Похоронен на Дедовском кладбище[2].

## Творчество

### Фильмография
- 1937 — Гаврош — Новет, мальчик

- 1956 — Солдаты — Карнаухов
- 1958 — Город зажигает огни — Николай Митясов
- 1958 — Солдатское сердце — Андрей
- 1958 — Добровольцы — метростроевец на собрании
- 1959 — Солнце светит всем — солдат
- 1959 — Жестокость — сотрудник угрозыска
- 1960 — Тучи над Борском — участник антирелигиозного собрания
- 1960 — Трижды воскресший — Николай, экспедитор с грузом
- 1960 — Пять дней, пять ночей — Рудаков
- 1961 — Девчата — Сашка-гармонист
- 1961 — В начале века — рабочий
- 1961 — Академик из Аскании — Кузуб
- 1962 — Суд — тракторист
- 1963 — Им покоряется небо — Владимир Андреевич, лётчик-испытатель
- 1963 — Тишина — Князев, сотрудник НКВД
- 1963 — Коротко лето в горах — Огуренков
- 1964 — Негасимое пламя — пассажир
- 1965 — Заблудший — Николай, гармонист
- 1965 — Пограничная тишина — шофер
- 1965 — Они не пройдут — Василий
- 1965 — Мы, русский народ — весёлый гармонист
- 1965 — Арбузный рейс — тракторист
- 1966 — По тонкому льду — Каменщиков
- 1966 — Дикий мёд — Жук, капитан
- 1967 — Зареченские женихи — шофёр
- 1967 — Весна на Одере — Егор, шофёр
- 1968 — Бриллиантовая рука — таксист-милиционер
- 1970 — Меж высоких хлебов — монтажник
- 1970 — Поезд в завтрашний день — нарком флота
- 1970 — О друзьях-товарищах — заговорщик
- 1970 — В лазоревой степи — председатель ревтрибунала (эпизод «Продкомиссар»)
- 1971 — Конец Любавиных
- 1971 — Достояние республики — красноармеец с гармошкой
- 1973 — Чёрный капитан — белый казак
- 1973 — С весельем и отвагой — гармонист
- 1973 — Неисправимый лгун — милиционер у посольства
- 1973 — Калина красная — директор совхоза
- 1974 — Иван да Марья — сват, адъютант воеводы
- 1974 — Совесть — Анатолий Дмитриевич Колосков, председатель колхоза «Заря»
- 1974 — Хождение по мукам — матрос (серия «Рощин»)
- 1974 — Отроки во Вселенной — робот-исполнитель
- 1974 — Любовь земная — колхозник, бьющий в набат при пожаре
- 1975 — Что с тобой происходит? — физик
- 1975 — Принимаю на себя
- 1975 — Не верь, что меня больше нет — Николай
- 1975 — На ясный огонь — красноармеец
- 1975 — Клад — шофёр Арслана Губайдулина
- 1975 — Ирония судьбы, или С лёгким паром! — случайный гость с баяном
- 1975 — Дорога — Пётр Никифорович
- 1975 — Ералаш — выпуск № 5, сюжет "Следы на асфальте" — прораб (нет в титрах)
- 1976 — Просто Саша — водитель, пациент Саши
- 1976 — Огненный мост — Воинов
- 1977 — Белый Бим Чёрное ухо — водитель автобуса
- 1977 — И это всё о нём
- 1977 — И снова Анискин — участник хора
- 1978 — Поздняя ягода
- 1978 — Поворот
- 1979 — По следу властелина — Митюхин
- 1979 — Опасные друзья — капитан на зоне
- 1979 — Ищи ветра… — Тимофеич
- 1979 — Сыщик — бандит
- 1979 — Вкус хлеба — шофёр
- 1979 — Фрак для шалопая — водитель грузового такси
- 1980 — Служа Отечеству — казак
- 1980 — Мелодия на два голоса — Иван, рабочий-слесарь на заводе
- 1980 — Корпус генерала Шубникова — солдат, примеряющий погоны
- 1980 — В начале славных дел — посадский
- 1981 — Цыганское счастье — заведующий током
- 1981 — Право на выстрел
- 1981 — В начале игры — грузчик
- 1982 — Василий Буслаев — Анкундим
- 1982 — Печники
- 1982 — Однолюбы — начальник строительства
- 1983 — Приступить к ликвидации — шофёр
- 1984 — Полоса препятствий
- 1984 — Огненные дороги — комиссар
- 1985 — Грядущему веку — Николай Назаров
- 1985 — Господин гимназист — бородач
- 1985 — Говорит Москва — Федотов
- 1986 — Путешествия пана Кляксы — начальник дворцовой стражи в Королевстве Сказок
- 1986 — Рысь возвращается — шофёр
- 1986 — Земля моего детства
- 1987 — Николай Подвойский — военспец Иванов
- 1989 — Светик —  майор
- 1989 — Ночевала тучка золотая… — слепой танкист
- 1989 — До первой крови
- 1989 — Из жизни Фёдора Кузькина — Спиридон Воронин
- 1990 — Пропал друг
- 1991 — И возвращается ветер… — слепой гармонист
- 1992 — Чёрный квадрат — директор комиссионки
- 1992 — На Дерибасовской хорошая погода, или На Брайтон-Бич опять идут дожди — конферансье
- 1992 — Алмазы шаха
- 1996 — Третий сын
- 1998 — Сочинение ко Дню Победы